# Bernhard III av Sachsen
Bernhard III av Sachsen, född omkring 1140, död 9 februari 1212 i Bernburg, begravd i Kloster Ballenstedt, var greve av Aschersleben, greve av Anhalt 1170-1212, hertig av Sachsen 1180-1212.

## Biografi
Son till Albrekt Björnen (död 1170) och Sophie av Winzenburg (död 1160).
Bernhard erhöll vid faderns död och den påföljande delningen av det askaniska arvet 1170 grevskapet Aschersleben. 1171 ärvde han Ballenstedt efter brodern Adalbert. Bernhard deltog i rikskriget mot welfiske hertig Henrik Lejonet varunder Henrik lät bränna Aschersleben. Efter att Henrik störtats 1180 förlänade kejsar Fredrik I "Barbarossa" Bernhard östra halvan av hertigdömet Sachsen (Sachsen-Wittenberg), dock ej utan motstånd från såväl andliga som världsliga furstar och grevar vilka eftersträvade större autonomi. Västra halvan av hertigdömet Sachsen förlänades kyrkan i Köln. Medan Bernhard i Westfalen och Engern avstod från utövande av inflytande gjorde han anspråk på högheten över grevskapen Holstein, Ratzeburg, Schwerin, Lüchow och Dannenberg, utan att helt lyckas med sina avsikter. Welfernas växande inflytande och kejsarens inkonsekventa hållning förorsakade Bernhard svårigheter, och 1189/1190 förjagades han ur Holstein och Schwerin av den återvändande Henrik Lejonet. Bernhard lyckades efter detta hävda sin hertigliga makt i Ostfalen.
1197 föreslogs Bernhard till tysk tronkandidat, detta på inrådan av ärkebiskop Adolf av Köln. Bernhard avböjde dock kandidaturen och förblev staufern Philip av Schwaben trogen i kampen mot welfiske motkungen Otto IV. Först efter Philips död 1208 övergick Bernhard till Otto IV:s parti. Såsom varande Ottos anhängare kunde Bernhard hävda de gamla sachsiska länsanspråken över Pommern, Mecklenburg och Polen, dock ej utan att råka i gräl med sina kusiner i Brandenburg vilka förde samma anspråk.
1203 vann Bernhard Ratzeburg-Lauenburg men miste det omgående till Danmark. Han ingrep i de danska brödrakrigen och understödde ärkebiskop Valdemar av Schleswig-Bremen. Det var under ett fälttåg till Bremen till stöd för Valdemar som den högt ansedde hertig Bernhard avled.
De askaniska stamlanden utgjorde kärnan i hertig Bernhards besittningar. Efter Bernhards död 1212 tillföll de askaniska besittningarna mellan Harz och mellersta Elbe äldste sonen Henrik (linjen Anhalt). Yngre sonen Albrekt blev hertig av Sachsen i Wittenberg.

## Äktenskap och barn
Bernhard gifte sig omkring 1170 med Judith av Polen (död 1201/1202). Hon var troligen mor till följande barn:
1. Henrik I av Anhalt (omkring 1170-1251/1252), furste av Anhalt
2. Albrekt I av Sachsen (1175/1180-1261), hertig av Sachsen
3. Hedvig av Sachsen (omkring 1175-efter 1206), gift med greve Ulrich I av Wettin (död 1206)